# Étant donnés
Étant Donnés: 1. La Chute d’Eau, 2. Le Gaz d’Éclairage (på svenska: Givna: 1. Vattenfallet, 2. Gasen som lyser upp) är en installation av Marcel Duchamp, vilken är permanent uppbyggd i Philadelphia Museum of Art i USA.
Étant donnés är Marcel Duchamps sista större verk. Han arbetade med det i hemlighet mellan 1946 och 1966 i sin ateljé i Greenwich Village i New York. Det skapades för att installeras i Philadelphia Museum of Modern Art och efter hans död 1968 ombesörjde hans änka Alexina Duchamp och han son Paul Matisse att det förflyttades och återinstallerades på museet 1969.
Installationen består av en tablå, vilken kan ses genom ett kikhål i en träport. Genom titthålet ser man en naken kvinna som ligger på rygg på marken, med huvudet dolt bakåt i bilden och med benen isär och med rakat sköte, I bakgrunden finns ett målat landskap med ett vattenfall. Kvinnan håller med vänster hand upp en bärbar gaslykta i luften. I förgrunden finns en trasig mur. Duchamp har signerat verket med titel, datum och signatur på den högra armen på den nakna kvinnokroppen som är installationens centrala element.
Modellen för kvinnan anses vara den brasilianska skulptören Maria Martins (1894–1973). Hon var Duchamps älskarinna i New York från 1946 till 1954, då hon återvände till Brasilien med sin man och han gifte sig med Alexina Duchamp.